# 新科瓦利夫卡
48°19′26″N 31°17′28″E / 48.32389°N 31.29111°E
新科瓦利夫卡（烏克蘭語：Нова Ковалівка），是烏克蘭中部的村莊，隸屬基洛夫格勒州的新烏克蘭卡區。該村面積0.52平方公里，海拔高度179米，2001年人口40，人口密度每平方公里77.2人。